# Ferenc Szisz

Ferenc Szisz

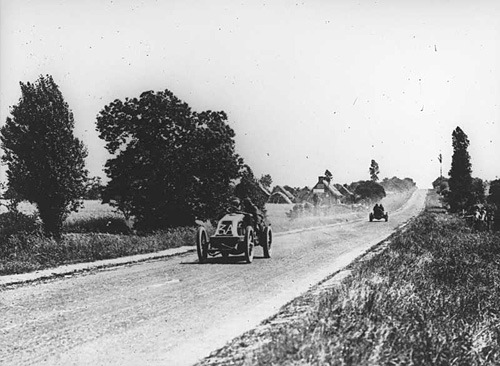
Ferenc Szisz auf der Strecke bei seinem Sieg beim Grand Prix von Frankreich 1906.

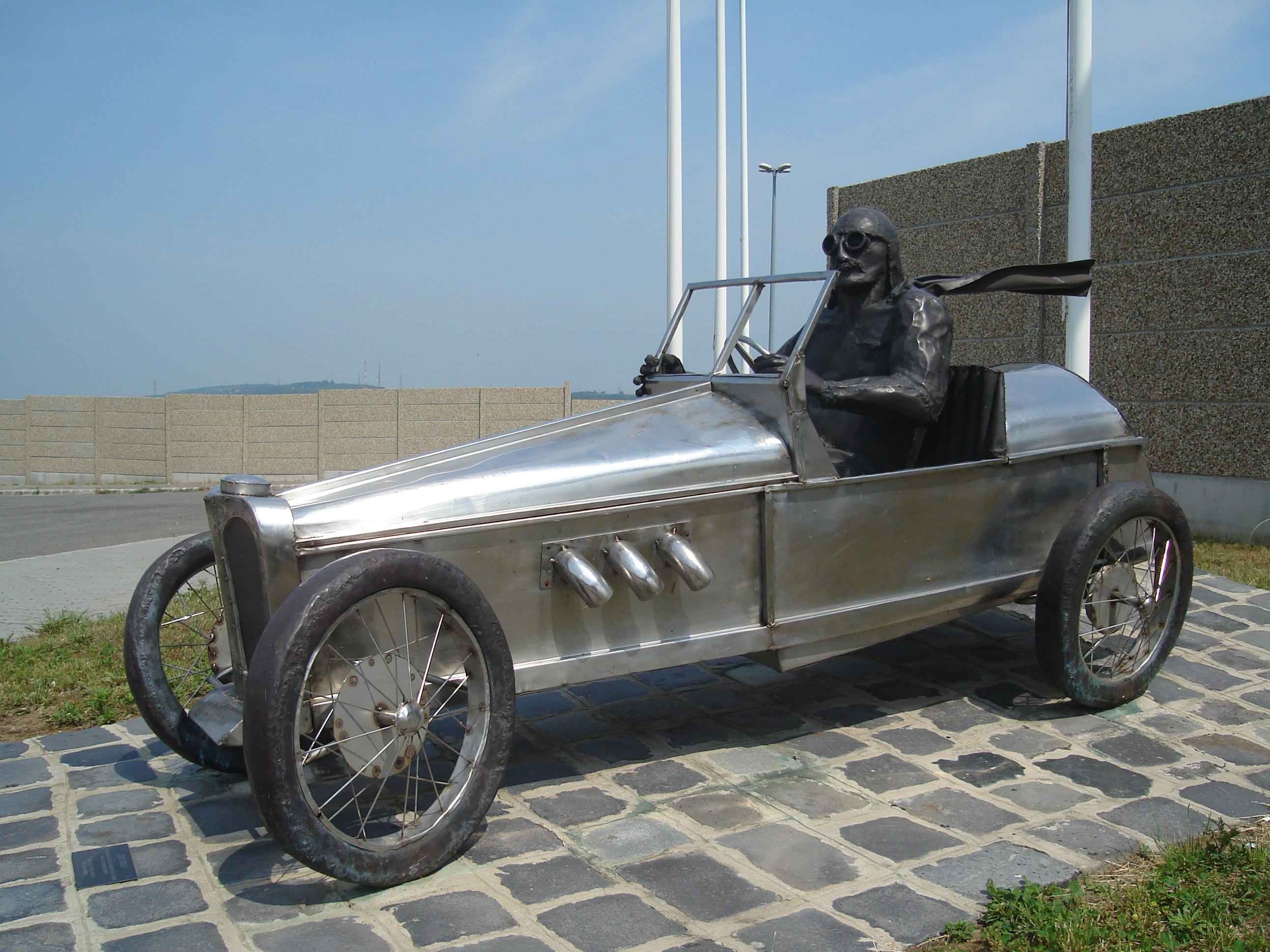
Denkmal von Szisz in der ungarischen Stadt Mogyoród

Ferenc (François) Szisz (* 20. September 1873 in Szeghalom, Österreich-Ungarn; † 21. Februar 1944 in Auffargis, Département Yvelines, Frankreich) war ein französischer Automobilrennfahrer ungarischer Herkunft. In der Motorsportgeschichte nimmt Szisz einen herausragenden Platz ein als der Sieger des ersten Grand Prix nach modernen Maßstäben, des Grand Prix von Frankreich 1906.

## Karriere
Szisz (sprich Sis, seine Familie stammte von Siebenbürger Sachsen ab und hieß ursprünglich „Süß“) arbeitete zunächst als Schmied und Kupferschmelzer, begann sich aber sehr früh für Automobile zu interessieren. Auf der Suche nach Gleichgesinnten für seine Leidenschaft reiste er nach Wien, München und Berlin, um schließlich in Paris hängenzubleiben, wo er 1900 in der Firma der Brüder Renault als Leiter der Testabteilung arbeitete. Nebenbei interessierte er sich für den Rennsport, der von den Firmengründern Louis und Marcel Renault auch zu Werbezwecken für die eigene Marke betrieben wurde. Er wurde mitfahrender Mechaniker bei Louis (zur Zeit der Stadt-zu-Stadt-Rennen hatte jedes Fahrzeug einen solchen, der kleinere Reparaturen vor Ort erledigte) und bestritt mit ihm die Rennen Paris–Wien 1902 und Paris–Madrid 1903. Da Marcel Renault bei diesem Rennen tödlich verunglückte, zog sich Louis vom Rennsport zurück.
Erst 1905 baute Renault erneut einen Rennwagen, und Ferenc Szisz avancierte zum Rennfahrer. Er nahm am Ausscheidungsrennen für das Gordon-Bennett-Rennen 1905 und am Vanderbilt Cup im gleichen Jahr teil. 1906 schrieb der ACF, der französische Automobilclub, den ersten sogenannten „Grand Prix“ aus, den Grand Prix von Frankreich, und Renault meldete drei Fahrzeuge, darunter auch Sziszs Wagen. Das Rennen wurde in zwei Tagen auf einer Rundstrecke von 103 km Länge bei Le Mans ausgetragen, die zwölfmal befahren werden musste. Sziszs härtester Konkurrent war der Italiener Felice Nazzaro auf Fiat; dessen Fahrzeug hatte zwar mehr Pferdestärken, benötigte aber viel mehr Zeit zum Reifenwechsel, bei den damaligen Straßenverhältnissen ein häufiges Unterfangen. Am Ende triumphierte Szisz dank seines besonnenen Fahrstils.
Beim Grand Prix von Frankreich 1907 trafen Szisz und Nazzaro erneut aufeinander und diesmal siegte der Italiener vor dem Ungarn. Ferenc Szisz startete erneut beim Großen Preis von Frankreich 1908, schied aber wegen eines Reifenschadens aus. Ende 1908 verließ er die Firma Renault, womöglich weil sie sich vom Rennsport zurückgezogen hatte, und gründete eine Werkstätte in Neuilly. Nach sechsjähriger Rennpause startete er wieder beim Grand Prix von Frankreich 1914 im Alda-Team des bekannten Rennfahrers Fernand Charron. Der Wagen war unzuverlässig und Szisz schied aus.
Im Ersten Weltkrieg kämpfte Ferenc Szisz als Freiwilliger bei der französischen Armee und erhielt die französische Staatsbürgerschaft. Nachher arbeitete er beim Flugzeughersteller Breguet, bis er 1930 in den Ruhestand trat. Er starb im Jahr 1944 im Alter von 70 Jahren.
Sein Tod blieb lange unbemerkt und in den 1950er-Jahren sorgte ein Mann für Aufsehen, der behauptete, der nach Ungarn zurückgekehrte Ferenc Szisz zu sein. Er gab Interviews über „seine“ Rennkarriere und viele hielten ihn für echt. Dieser Mann starb 1970 in Ungarn, weswegen in manchen Werken 1970 als Todesjahr von Szisz angegeben wird, der somit immerhin 97 Jahre alt geworden wäre. Mittlerweile aufgetauchte Dokumente belegen jedoch, dass Szisz 1944 in Frankreich starb und der Mann ein geschickter Betrüger war, dessen Identität – möglicherweise war er ein Verwandter – nie aufgedeckt werden konnte.